# Hannonville-sous-les-Côtes
Hannonville-sous-les-Côtes es una comuna y población de Francia, en la región de Lorena, departamento de Mosa, en el distrito de Verdún y cantón de Fresnes-en-Woëvre.
Su población en el censo de 1999 era de 534 habitantes.
Está integrada en la Communauté de communes du Canton de Fresnes-en-Woëvre.

## Demografía
| 438 | 410 | 416 | 426 | 504 | 534 |
| Para los censos de 1962 a 1999 la población legal corresponde a la población sin duplicidades (Fuente: INSEE [Consultar]) |     |     |     |     |     |